# Марко Поло: Пропала глава
Марко Поло: Пропала глава (англ. Marco Polo: The Missing Chapter) — ізраїльський історичний фільм 1996 року.

## Сюжет
У розпал війни між Венецією і Генуєю, Марко Поло, громадянин Венеції, поміщений у в'язницю інквізиції і звинувачується у єресі. Там він починає розповідати історію своїх подорожей, яку записує Рустічано, та іноді прикрашає своїми фантазіями.

## У ролях
| Актор                 | Роль           |
| --------------------- | -------------- |
| Шулі Ранд             | Марко Поло     |
| Евіталь Дикер         | Тамара         |
| Пітер Ферт            | Рустічано      |
| Алон Абутбул          | Аріс           |
| Шерон Александр       | Йохан          |
| Джон Беннет           |                |
| Річард Едсон          | Бергман        |
| Роберт Хьонінг        |                |
| Брайон Джеймс         |                |
| Цафрір Кохановські    |                |
| Джек Мессінджер       |                |
| Девід Мілтон Джонс    |                |
| Міхаель Шнайдер       | папський легат |
| Орлі Зільбершац Банаі | Оєл            |
| Оуен Тіл              | Адольф         |
| Джеффрі Вікхем        |                |